# Kazuhiro Wada
Kazuhiro Wada (jap. 和田 一浩, Wada Kazuhiro; * 19. Juni 1972 in Gifu, Präfektur Gifu) ist ein japanischer Baseballspieler. Der rechtshändige Outfielder spielt seit 2008 für die Chūnichi Dragons in der japanischen Central League, zuvor war er elf Jahre für die Seibu Lions in der Pacific League aktiv. Er wurde fünfmal in die Best Nine aufgenommen und nahm bis 2010 fünfmal am All-Star-Game teil.
Wada besuchte die „Handelsoberschule Gifu der Präfektur Gifu“ (Gifu-kenritsu Gifu shōgyō kōtō gakkō), für die er 1989 am Frühjahrs- und am Sommer-Kōshien teilnahm. Anschließend besuchte er die Tōhoku-Fukushi-Universität in Sendai und spielte in der Liga des „Baseballverbandes der sechs Universitäten von Sendai“ (Sendai roku-daigaku yakyū renmei). Nach seinem Studienabschluss wurde er von Kōbe Seikōsho (engl. Kobe Steel) angestellt und spielte als shakaijin in der Werksmannschaft.
Im Draft 1996 wurde Wada in der vierten Runde von den Seibu Lions gedraftet. Seine ersten Einsätze erhielt er bereits zu Beginn der Saison 1997 – anfangs als Catcher. 1997 und 1998, als er vermehrt als Outfielder zum Einsatz kam, hatte er auch seine ersten Auftritte in der Nippon Series, die die Lions aber in beiden Jahren verloren. Regelmäßiger stand Wada ab der Saison 2000 im Lineup, als er in 55 Einsätzen einen Schlagdurchschnitt von .306 erzielte. Bis 2001 war er defensiv immer noch gelegentlich als Catcher, besonders 2000 auch als First Baseman im Einsatz.
Ab 2002 gehörte Wada mit jährlich über 100 Einsätzen zur Stammbesetzung der Lions und schlägt seitdem regelmäßig mit einem Durchschnitt von über .300, im selben Jahr wurde er erstmals in die Best Nine der Pacific League aufgenommen. Glücklos blieb er in Nippon Series 2002, als er keinen Hit in 15 At-Bats erzielte; Seibu unterlag den Giants glatt in vier Spielen. In der noch stärkeren Spielzeit 2003 gehörte Wada erstmals zum All-Star-Team der Pacific League und beendete die Saison mit dem dritthöchsten Batting Average der Liga hinter Michihiro Ogasawara und Yoshitomo Tani. 2004 trug er in der Nippon Series 2004, als Seibu Chūnichi in vier zu drei Spielen besiegte, mit acht Extra Base Hits, darunter vier Homeruns zum Meistertitel bei.
2004 gehörte Wada auch zur japanischen Nationalmannschaft bei den Olympischen Spielen in Athen, als Japan die Bronzemedaille gewann. 2006 war er Mitglied des siegreichen japanischen Teams beim ersten World Baseball Classic, bei dem Wada allerdings nur zwei hitlose At-Bats verzeichnete. 2005 wurde er das bisher einzige Mal Batting Champion der Pacific League.
Nach der Saison 2007 wurde Wada zum Free Agent und unterzeichnete anschließend einen Dreijahresvertrag mit den Chūnichi Dragons über geschätzt 840 Millionen Yen. 2009 und 2010 war er jeweils in allen 144 Spielen der regulären Saison im Einsatz und gehörte mit Hirokazu Ibata 2009 und Masahiko Morino 2010 zu den besten Battern der Dragons. Im September 2010 erzielte Wada den 1500. Hit seiner Karriere. Für die Saisonleistung 2010 wurde Wada als MVP der Central League ausgezeichnet.